# Thomas Egger (Politiker, 1967)

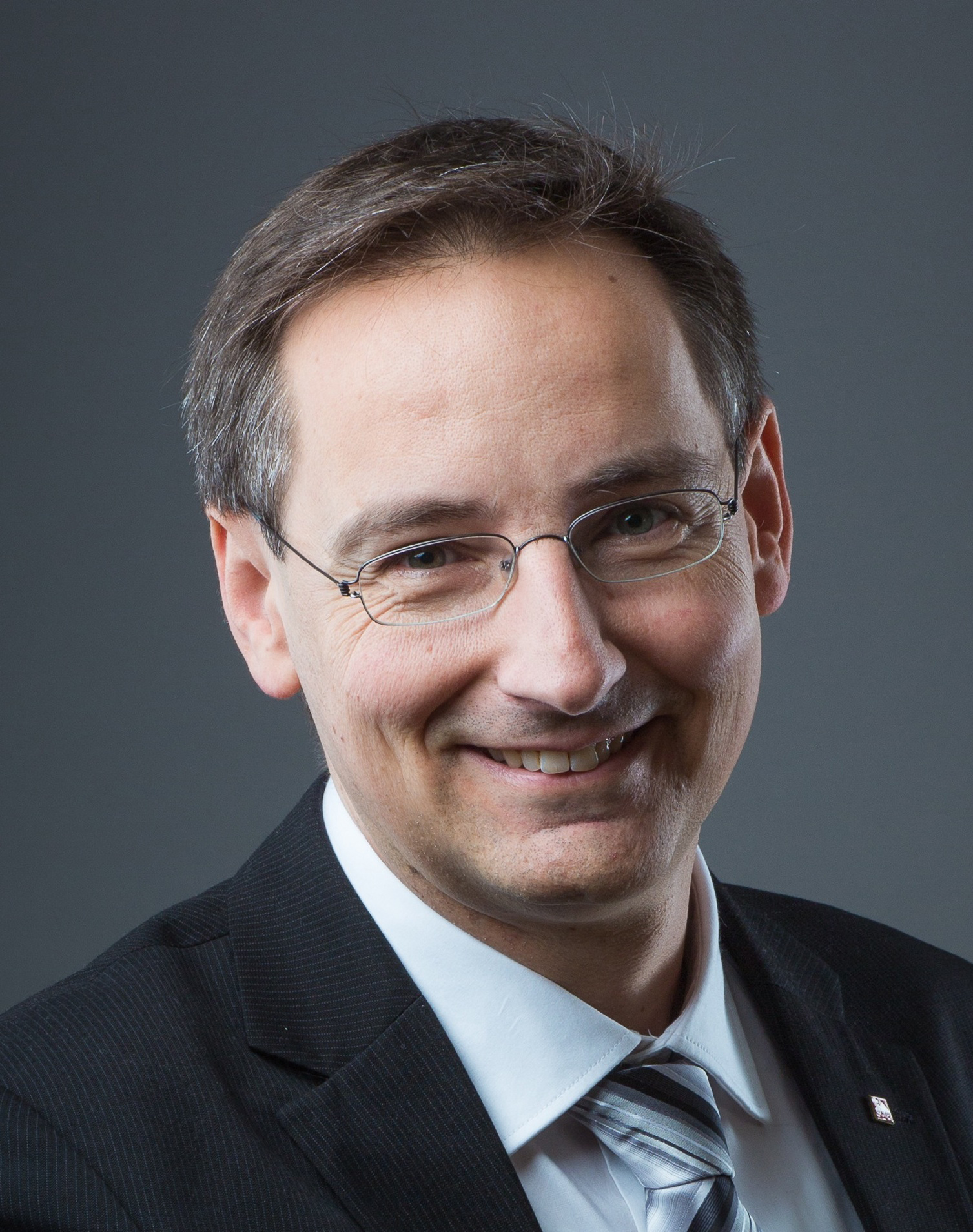
Egger Thomas

Thomas Egger (* 15. August 1967 in Visp; heimatberechtigt in Goldach) ist ein Schweizer Politiker (neo/Mitte) und Direktor der Schweizerischen Arbeitsgemeinschaft für die Berggebiete (SAB).

## Leben
Egger besuchte die Primarschule und Sekundarschule in Visp und absolvierte eine Wirtschaftsmatura am Kollegium Brig. Anschliessend studierte er an der Universität Zürich Geographie und Politikwissenschaften. Von 1991 bis 1996 war Egger Volkswirtschaftlicher Mitarbeiter bei der ARW – Dr. Peter Furger AG und danach bis 2001 Leiter der Regionalstelle der Schweizerische Arbeitsgemeinschaft für die Berggebiete in Visp. Im Jahr 2002 wurde er zum Direktor der SAB ernannt. Als Roberto Schmidt nach seiner Wahl in den Staatsrat des Kantons Wallis aus dem Nationalrat zurückgetreten war, rückte Egger im Juni 2017 in den Nationalrat nach. Dort war er bis zu seiner Nichtwiederwahl 2019 Mitglied der Finanzkommission und der Kommission für Verkehr und Fernmeldewesen.
Egger ist ledig, wohnt in Visp und hat den militärischen Grad Hauptmann.